# テグス結び

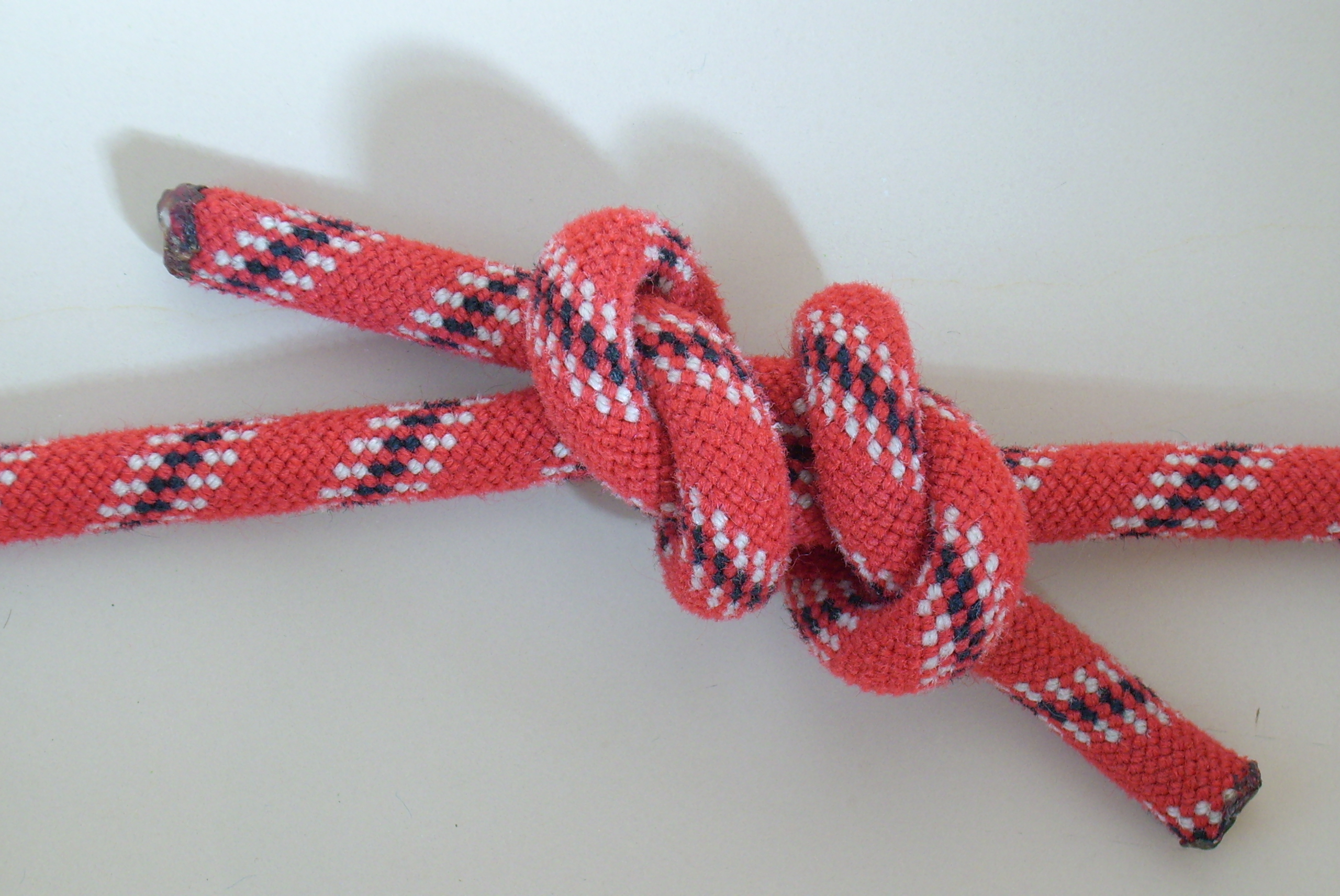
テグス結び

テグス結び（Fisherman's knot）とは、紐の端と端をつなげる結び方のひとつ。名前は釣り糸のテグスに由来する。
漁夫つなぎ、イギリス人つなぎ、イギリス船つなぎ、相引き結び、ウォーター・ノットなど様々な別称がある。ただし、ウォーター・ノットという名称は別の結び目（ふじ結び）にも使われることがある。

## 結び方
テグス結びは、以下のようにして結ぶ（下図も参照）。
1. 2本の紐の端を平行に重ね、片方の端がもう片方の紐を巻き込むように止め結びする。
2. もう片方の紐についても同様に止め結びをする。
3. 紐を引いて2つの結び目がひとつになるように整える。

ただし、ステップ2が終わった時点で2つの止め結びの動端のうち片方は上側に、片方は下側に出てくるようにする。こうしておかないと結び目の強度が落ちてしまう。正しく結ばれていれば、ステップ3で結び目が綺麗に揃い、2つの動端が直線状になる。
テグス結びには、動端を交差させて結ぶ別の方法もある。
また、テグス結びを施したあとさらに2つの動端にそれぞれ止め結びを施して動端が抜けないようにすると強度を高めることができる。

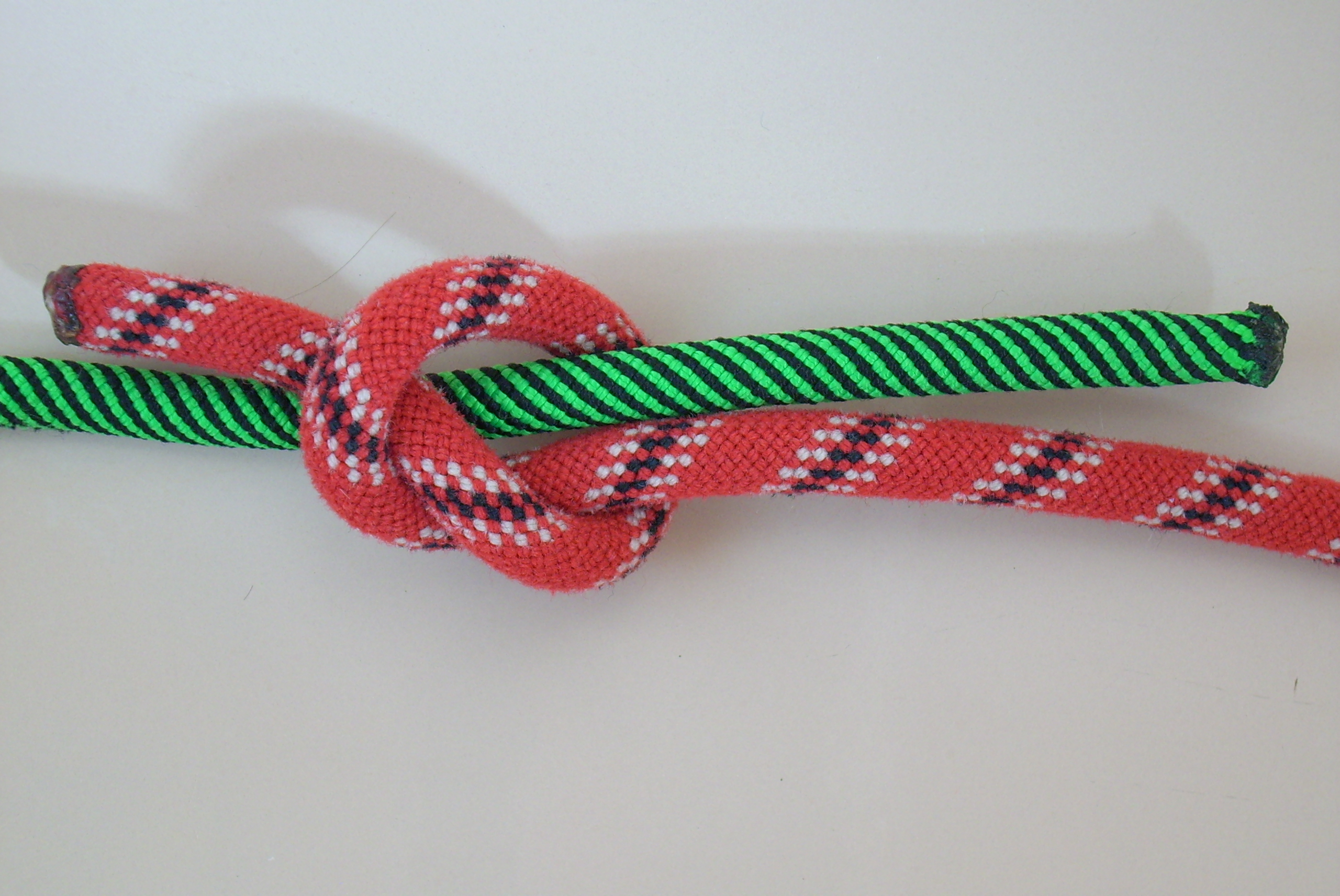
ステップ1
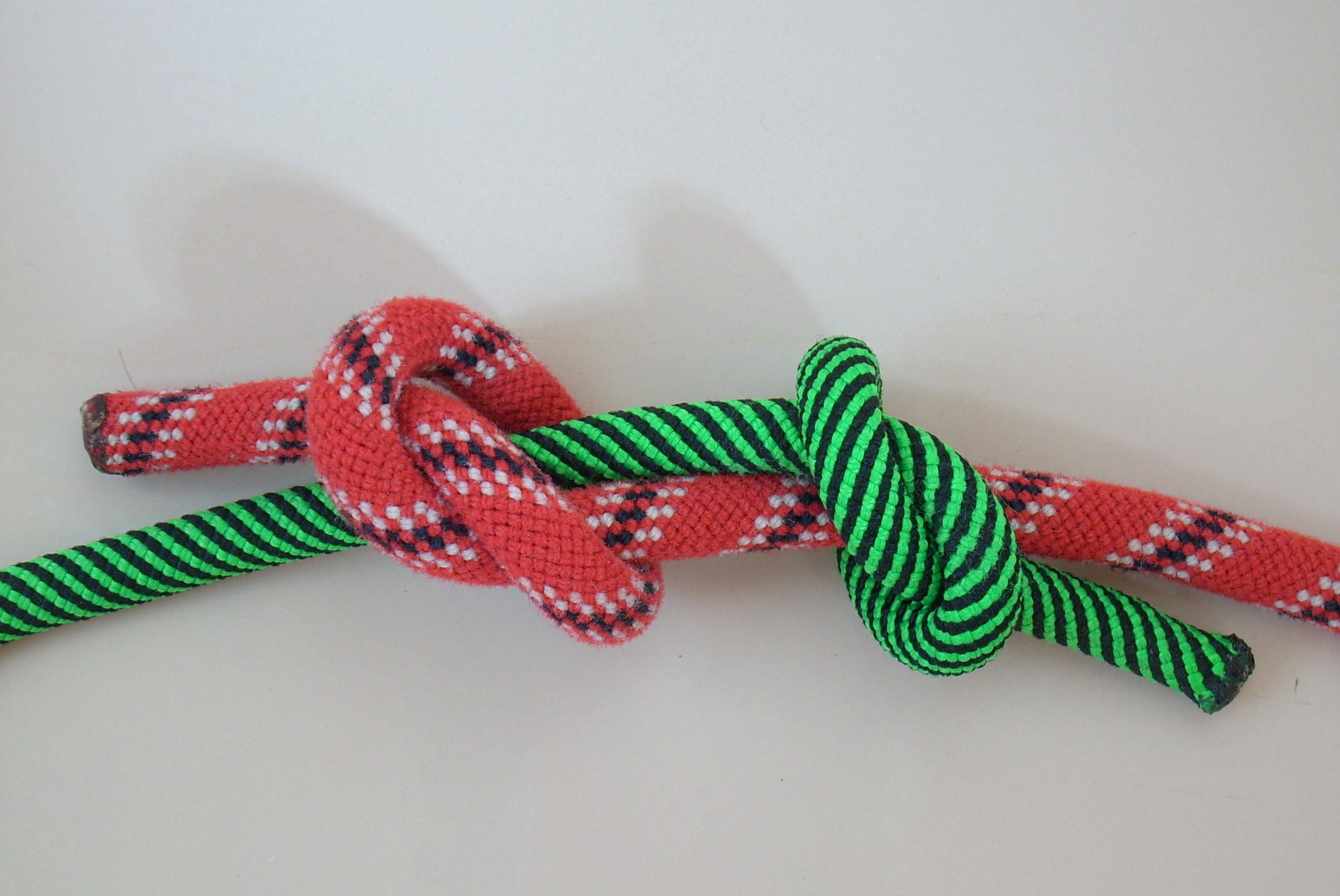
ステップ2
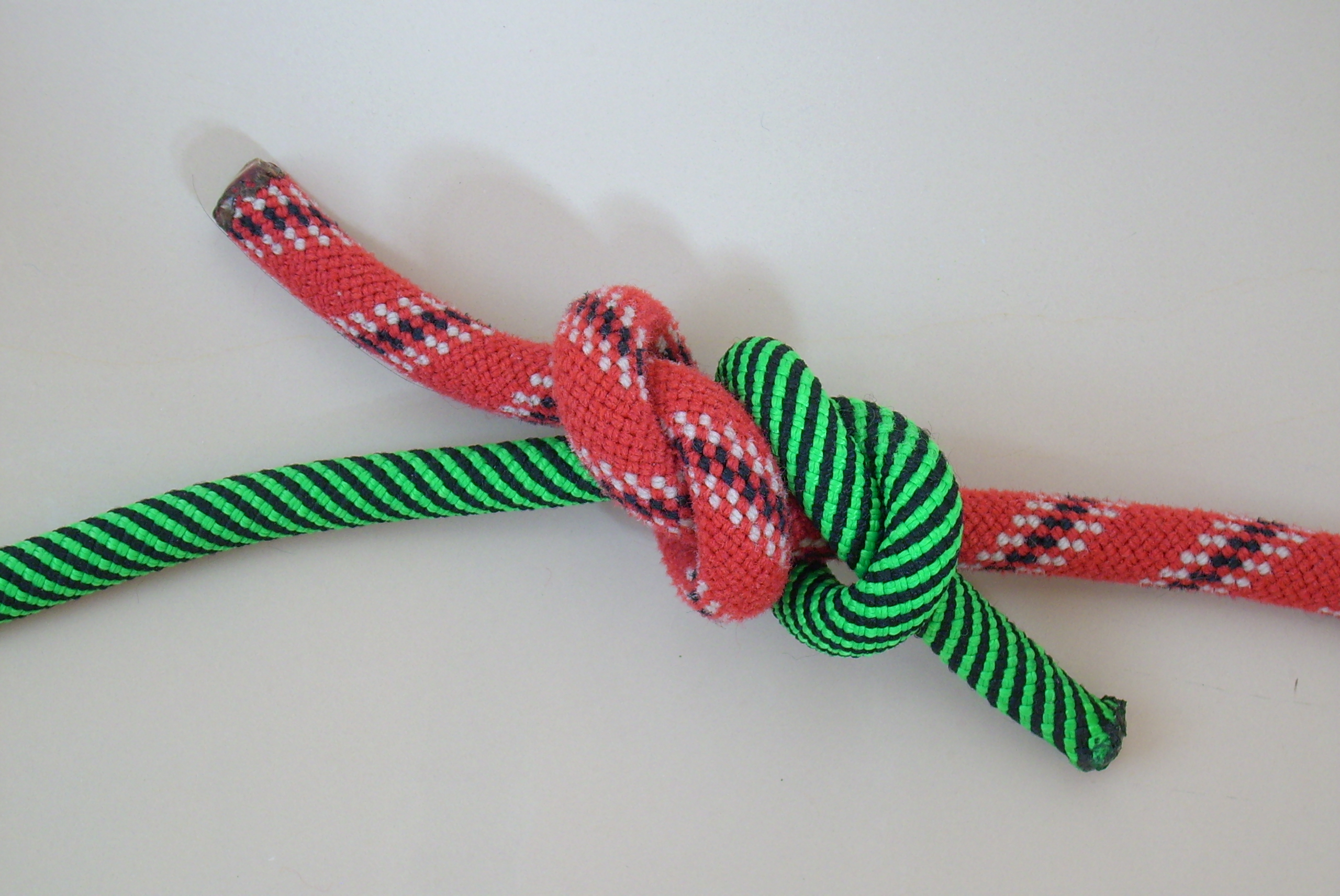
ステップ3

## 特徴・用途
適切に結ばれていれば強度は高く、本結びと違って太さの異なるロープの連結にも使える。ただしロープの直径が大きいと扱いにくいため船乗りには好まれない。
船舶を曳航するためのロープを結びつけるときや、クライミングの懸垂降下の際の捨て縄を結ぶときに使われる。ただしそういった高い信頼性を求められる場面ではより強度の高い二重テグス結び（後述）を使うほうが好ましいとされる。このほか、額縁を壁面に掛けるための紐を結ぶためにも使われる。

## 関連する結び目
二重テグス結び
使用目的は同じだがテグス結びより強度の高い結び目。